# Mike Huckabee
Mike Huckabee, właśc. Michael Dale Huckabee (ur. 24 sierpnia 1955 w Hope) – amerykański polityk, pastor, były gubernator Arkansas.

## Życiorys
Był pastorem baptystycznym. W latach 1989–1991 był przewodniczącym konferencji baptystycznej stanu Arkansas.
W 1992 bezskutecznie kandydował do Senatu (przegrał z ubiegającym się o reelekcję Dale’em Bumpersem). W latach 1993–1996 był zastępcą gubernatora Arkansas, a od 1996 do 2007 gubernatorem tego stanu.
28 stycznia 2007 ogłosił, że będzie ubiegał się o nominację na kandydata Partii Republikańskiej w wyborach prezydenckich w 2008. 3 stycznia 2008 wygrał republikańskie prawybory w stanie Iowa. 4 marca 2008 wycofał swoją kandydaturę po przegranych prawyborach w Teksasie. Był jednym z kandydatów do wiceprezydentury w 2008.
Jest zwolennikiem kary śmierci. Jako gubernator Arkansas zezwolił na wykonanie szesnastu egzekucji.
Prowadził własną audycję radiową The Huckabee Report na antenie Citadel Media.